# Citroën Visa
Citroën Visa — п'ятидверний хетчбек французької компанії Citroën, що виробляються з 1978 по 1988 роки і є наступним Citroën Ami 8. Citroën Visa є попередником Citroën AX і Citroën ZX, через свою позицію у верхньому діапазоні, включаючи також відстань між ними. Новий Citroën заснований на платформі Peugeot 104. 104-й і Renault 5 є конкурентами Citroën Visa. Ранні прототипи Visa під назвою "Prototype Y", були відхилені тогочасним новим власником компанією Peugeot, і виготовлявся в Румунії компанією Oltcit під назвою Oltcit Axel. У Францію цю модель імпортували під назвою Citroën Axel.

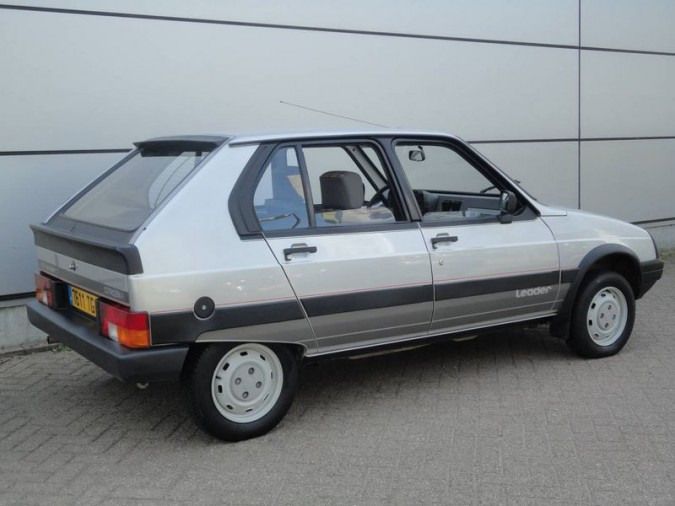

Всього виготовили 1 254 390 автомобілів.

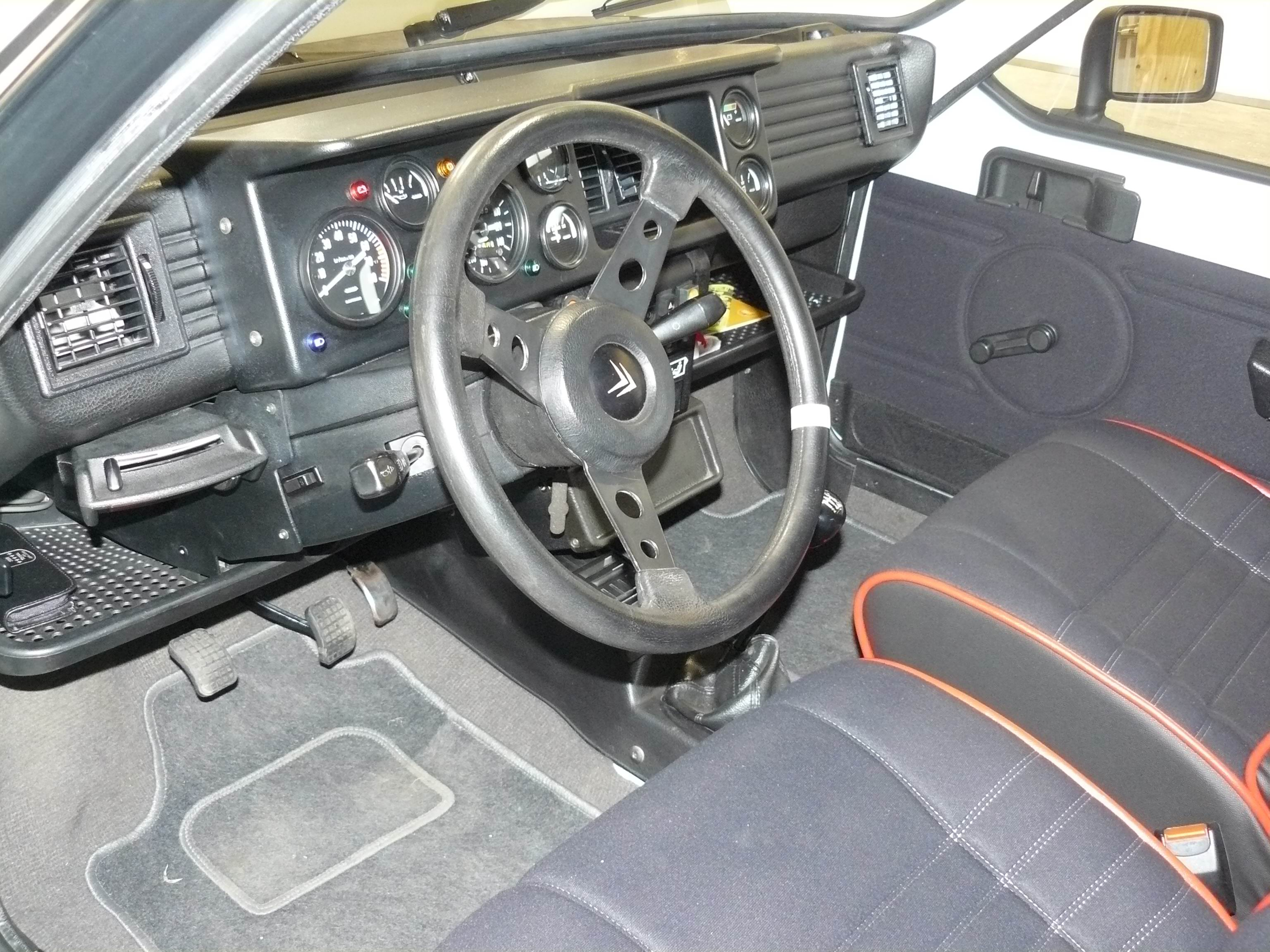

## Двигуни
- 652 см3 Н2
- 954 см3 I4
- 1,124 см3 I4
- 1,219 см3 I4
- 1,360 см3 I4
- 1,580 см3 I4
- 1,769 см3 diesel I4